# Лейк-Вайлдвуд (Каліфорнія)
Лейк-Вайлдвуд (англ. Lake Wildwood) — переписна місцевість (CDP) в США, в окрузі Невада штату Каліфорнія. Населення — 5158 осіб (2020).

## Географія
Лейк-Вайлдвуд розташований за координатами 39°14′0″ пн. ш. 121°11′52″ зх. д. / 39.23333° пн. ш. 121.19778° зх. д. (39.233240, -121.197730).  За даними Бюро перепису населення США в 2010 році переписна місцевість мала площу 9,09 км², з яких 7,92 км² — суходіл та 1,17 км² — водойми.

## Демографія
Згідно з переписом 2010 року, у переписній місцевості мешкала 4991 особа в 2225 домогосподарствах у складі 1645 родин. Густота населення становила 549 осіб/км².  Було 2641 помешкання (290/км²).
Расовий склад населення:
| - 94,7 % — білих - 1,1 % — азіатів - 0,9 % — корінних американців - 0,3 % — чорних або афроамериканців - 0,2 % — вихідців з тихоокеанських островів |

До двох чи більше рас належало 2,1 %. Частка іспаномовних становила 5,4 % від усіх жителів.
За віковим діапазоном населення розподілялося таким чином: 16,9 % — особи молодші 18 років, 46,2 % — особи у віці 18—64 років, 36,9 % — особи у віці 65 років та старші. Медіана віку мешканця становила 58,4 року. На 100 осіб жіночої статі у переписній місцевості припадало 92,6 чоловіків;  на 100 жінок у віці від 18 років та старших — 91,3 чоловіків також старших 18 років.
Середній дохід на одне домашнє господарство  становив 83 419 доларів США (медіана — 63 271), а середній дохід на одну сім'ю — 84 624 долари (медіана — 74 896). Медіана доходів становила 63 242 долари для чоловіків та 59 018 доларів для жінок. За межею бідності перебувало 4,7 % осіб, у тому числі 5,0 % дітей у віці до 18 років та 4,6 % осіб у віці 65 років та старших.
Цивільне працевлаштоване населення становило 1698 осіб. Основні галузі зайнятості: освіта, охорона здоров'я та соціальна допомога — 25,6 %, науковці, спеціалісти, менеджери — 11,0 %, публічна адміністрація — 10,2 %.